# Руно

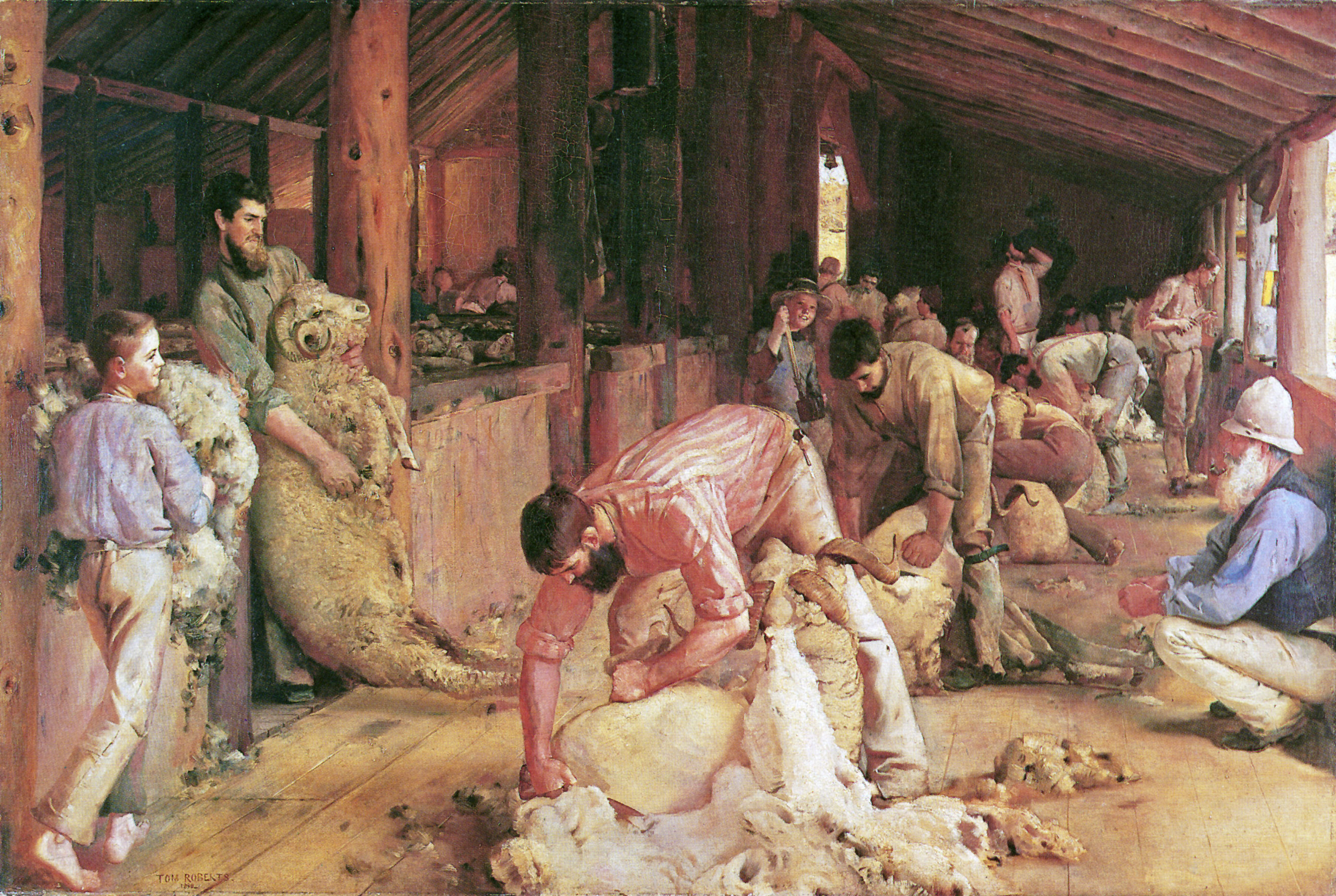
Стрижка овец, Австралия

Руно́ — снятый шерстяной покров овец и баранов.
Вес руна может различаться, в зависимости от величины, количества кожных складок, от степени оброслости частей тела, а главное — от густоты шерсти.
Так, по исследованиям Натузиуса, у простых овец на один квадратный миллиметр кожи приходится от 7 до 30 волосков, между тем у мериносовых от 29 до 88 шерстинок.
Руно мериносовой овцы состоит из небольших столбиков или пучочков шерсти, называемых штапелями, из которых каждый, в свою очередь, состоит из небольших косичек шерсти. От правильности, мелкости извитков и длины косичек зависит назначение руна для окончательной утилизации. Так, руно с мелкоизвитыми и короткими косичками поступает на выделку материй «с ворсом» — сукон и драпов, поэтому такое руно и известно под именем «суконного».
Руно с крупными и плоскими извитками идёт на безворсовые материи, и так как такое руно перед выделкой чешется на гребнях, то и называется «гребенным» или «камвольным», а материи, получаемые от неё, «камвольными». Неправильно извитая или неблагородная шерсть состоит из конических косичек и других форм и поступает на выделку грубых материй.
«Благородная» шерсть состоит из правильно извитых, в виде цилиндрика, косичек. На различных частях тела руно не одинакового качества: на боках, лопатке и спине лучшая шерсть и, при выборе племенных овец, определяют качество последних по тонине руна, то есть по мелкости извитков косичек, в области лопатки и боков, при этом достоинство руна, находящегося в этих местах, служит исходной точкой в определении «уровненности» руна, которая желательна для фабриканта, так как даёт возможность получить из руна больше тонких сортов шерсти, чем грубых.
Неправильная извитость руна показывает на малую густоту его и носит название «маркитности» и «нитки» — как то, так и другое составляют порок руна, потому что оно непригодно для изготовления хороших тканей.